# 石川県立自然史資料館
石川県立自然史資料館（いしかわけんりつ しぜんししりょうかん）とは、石川県金沢市にある自然博物館、及び文化施設である。

## 概要
2006年（平成18年）5月に開館。石川県金沢市銚子町にある。裏手の向かいには、北陸大学太陽が丘キャンパスがある。
常設展示と、企画展示・特別展示があり、石川県の自然や自然史、生物を間近に体験できる資料館となっている。また、旧制四高（現在の金沢大学）で使われていた実験標本や実験器具も数多く展示されている。自然観察会や自然実習講座など、体験型の企画も数多く行われている。

## 施設一覧

### 常設展示[1]
断層剥ぎ取り標本
本物の断層面を固めた、約3m×3mの大きな標本。約1mも上にずれた断層で、約2000年前に、森本活断層がマグニチュード6程度の地震を起こした時にできたと考えられている。
イヌワシの剥製
石川県鳥でもあるイヌワシの剥製。羽を広げれば全長2mほどにもなる。
象と馬の全身骨格標本
旧制四高で教育に使われていた象と馬の全身骨格標本。
自然たんけん広場
石川県の自然を、標本や映像で紹介するコーナー。化石・岩石・鉱物、植物、動物の実物標本を間近に観察でき、顕微鏡や拡大カメラを使った観察コーナーもある。
物理たいけん広場
旧制第四高等学校で使われていた、実験器具を展示しているコーナー。明治から昭和初期の物理実験機器を700点以上収蔵している。国内屈指のコレクション数で、その中の一部のみを展示している。簡単な理科の実験を楽しく体験できるコーナーもある。

### 企画展示・特別展示
年間数回の企画展・特別展・展覧会等が開催されている。

## 利用案内
開館時間
9:00 - 17:00（入館は16:30まで）
休館日
年末年始（12月29日 - 1月3日）
入館料
無料

## アクセス
- 金沢駅7番のりばから北陸鉄道バス 湯涌温泉行き 又は 北陸大学薬学部 行きに乗車、銚子口で下車、徒歩約10分。
  - 金沢駅から銚子口までは約25分。